# Pisztraháza
Pisztraháza (ukránul: , szlovákul: Pistralová) falu Ukrajnában, Kárpátalja Munkácsi járásában, Munkácstól 15 km-re délkeletre. A település közigazgatásilag Munkács községhez tartozik.

## Története
1428-ban Pisztrángfalva néven említik. 1910-ben 730, többségben ruszin lakosa volt, jelentős magyar kisebbséggel. 
A trianoni békeszerződésig Bereg vármegye Munkácsi járásához tartozott. 
Ma 770 görögkatolikus ruszin és ukrán lakosa van, de ennek kb. fele magyar eredetű a családnevek alapján. 1984-ben a Szovjet Hadsereg a Munkács melletti régi Dnyesztr–M ballisztikusrakéta-előrejelző lokátorállomás felváltására egy modernebb, Darjal típusú radart kezdett el építeni a falu közelében. A radarállomás építése ellen a helyi lakosság is tiltakozott. A Szovjetunió összeomlása miatt a radar építését nem fejezték be. Az elkészült építményeket 2003-tól kezdődően lebontották.

## Ismert személyek
- Itt kezdte pályáját tanítóként Demkó Mihály kárpátaljai magyar újságíró, nemzetiségi politikus, miniszteri tanácsos, országgyűlési képviselő (1897−1946)